# خوان رامون دي لا فيوينت
خوان رامون دي لا فيوينت هو طبيب نفسي وأستاذ جامعي وعالم نفس وسياسي مكسيكي، ولد في 5 سبتمبر 1951 في مدينة مكسيكو في المكسيك. نشط حزبياً في مستقل. وقد انتخب وزير.